# Campeonato da Moldávia de Ciclismo em Estrada
Os Campeonatos da Moldávia de Ciclismo em Estrada são organizados anualmente desde o ano 1997 para determinar o campeão ciclista da Moldávia de cada ano, na modalidade.
O título é outorgado ao vencedor de uma única prova, na modalidade de estrada. O vencedor obtêm o direito de usar a maillot com as cores da bandeira da Moldávia até ao campeonato do ano seguinte, unicamente quando disputa provas em linha.

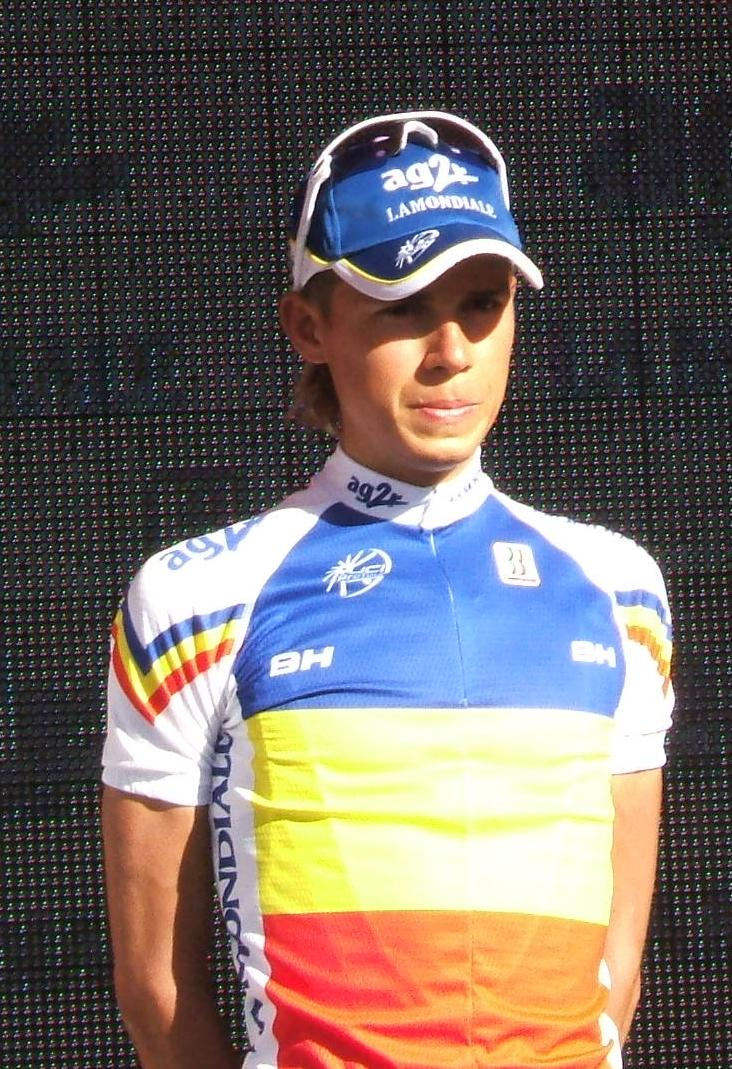
Alexandr Pliuschin com o maillot de campeão da Moldávia.

Desde 2002 até 2006 não se disputou.

## Palmares
| Ano       | Ganhador            | Segundo             | Terceiro          |
| --------- | ------------------- | ------------------- | ----------------- |
| 1997      | Ruslan Ivanov       | Igor Bonciucov      | Igor Pugaci       |
| 1998      | Ruslan Ivanov       | Igor Bonciucov      | Alexei Nazarenco  |
| 1999      | Igor Pugaci         | Dmitri Ciudacov     | Artiom Saraev     |
| 2000      | Ruslan Ivanov       | Igor Pugaci         | Igor Bonciucov    |
| 2001      | Igor Bonciucov      | Igor Pugaci         | Ruslan Ivanov     |
| 2002-2006 | Não se disputou     | Não se disputou     | Não se disputou   |
| 2007      | Oleg Berdos         | Sergiu Catan        | Alexandr Braico   |
| 2008      | Alexandr Pliuschin  | Sergiu Cioban       | Oleg Berdos       |
| 2009      | Oleg Berdos         | Alexandr Braico     | Sergiu Catan      |
| 2010      | Alexandr Pliuschin  | Alexandr Braico     | Serghei Tvetcov   |
| 2011      | Alexandr Pliuschin  | Oleg Berdos         | Sergiu Cioban     |
| 2012      | Alexandr Pliuschin  | Sergiu Cioban       | Alexandr Braico   |
| 2013      | Alexandr Braico     | Sergiu Cioban       | Veaceslav Verciuc |
| 2014      | Sergiu Cioban       | Alexandr Braico     | Cristian Raileanu |
| 2015      | Maxim Rusnac        | Cristian Raileanu   | Nichita Lunin     |
| 2016      | Cristian Raileanu   | Maxim Rusnac        | Oleg Bimbash      |
| 2017      | Nicolae Tanovitchii | Maxim Rusnac        | Cristian Raileanu |
| 2018      | Maxim Rusnac        | Nicolae Tanovitchii | Cristian Raileanu |
| 2019      | Cristian Raileanu   | Andrei Vrabii       | Andrei Sobennicov |